# 派恩布魯克 (明尼蘇達州)
派恩布魯克（英語：Pine Brook）是位於美國明尼蘇達州伊善提縣斯普林韋爾鎮區及懷內特鎮區的一個非建制地區。

## 地理
派恩布魯克所處的海拔為高於海平面296米（即971英呎），而該地所採用的時區為UTC-6，即北美中部時區（CST）。同時該地設有夏令時間，為UTC-6調快一小時，即UTC-5（CDT）。